# Сан-Марино на «Евровидении-2011»
В 2011 году  Сан-Марино приняло участие в конкурсе песни Евровидение во 2-й раз. Сан-Марино решило вернуться на конкурс песни Евровидения 2011 года, после того как пропустило два конкурса подряд (2009 и 2010). Сан-Марино представляла певица Сенит. Первым участием страны стало выступление в Белграде (2008). Тогда Сан-Марино представляла группа MiOdio, заняв в первом полуфинале последнее место с 5 баллами.
На этот раз Сан-Марино вновь не удалось пройти в финал, но результат оказался лучшим (34 балла; 16 место).

## Конкурсы песни Евровидения 2009 и 2010
SMRTV изначально планировал возвращение на конкурс Евровидение 2009 в Москве. Министр культуры Сан-Марино вскоре после Евровидения 2008 заявил, что страна имеет хорошие надежды на возвращение. Однако о возвращении на конкурс песни страна не заявила. Местный вещатель SMRTV заявлял, что причиной такого решения являются финансовые причины, а не плохие результаты участия в Евровидение 2008.
На конкурс песни Евровидение 2010 в Осло Сан-Марино также не вернулось, снова заявив о финансовых причинах, с которыми сталкивается публичный вещатель — телеканал San Marino RTV. Однако в 2011 году страна вернулась на Евровидение, но не совершила дебют на Детский конкурс песни Евровидение.

## Отбор
22 декабря 2010 сан-маринский телеканал публичного вещания San Marino RTV (SMRTV) объявил о возвращении Сан-Марино на конкурс песни Евровидения.
3 февраля 2011 года стало известно, что на конкурсе Сан-Марино будет представлять итальянская певица Senit (настоящее имя — Senhit Zadik Zadik).
11 марта 2011 года состоялась презентация песни Stand By, с которой Senit поедет в Дюссельдорф.
Отбор проводился сан-маринской телекомпанией San Marino RTV.

## Исполнитель
Сеньит Задик Задик (англ. Senhit Zadik Zadik), известная также как Сенит (англ. Senit) (род. 1 октября 1979, Болонья,  Италия) — итальянская певица эритрейского происхождения.
Сенит родилась в Болонье, в семье эмигрантов из Эритреи. Свою карьеру певица начала за рубежом, выступая в различных мюзиклах в Швейцарии и Германии. В 2002 Сенит вернулась в Италию, и в 2006 выпустила свой дебютный альбом. В следующем году она выпустила свой второй альбом — «Un Tesoro è necessariamente nascosto». В 2009 — третий англоязычный альбом «So High».

## Команда
- Сенит (Senit) — исполнитель песни.
- Моника Сарти (Monica Sarti) — бэк-вокалистка.

Моника родилась в Сан-Марино. Учится в музыкальной академии, после того как начала своё образование в Сан-Маринском музыкальном институте. Она является частью женской группы Arcadia и изучает лирическое пение. Моника была выбрана бэк-вокалисткой через открытый конкурс певцов из Сан-Марино. За свою короткую карьеру она принимала участие в различных музыкальных коллективах.
- Джино Эмнес (Gino Emnes) — бэк-вокалист.

Родился в Нидерландах, но его отец родом из Суринама. Его дебют состоялся в мюзикле «Слава», где он играл роль Тайрона. Он также играл в таких шоу, как «Аренда», «Бенджамин Коффин III», «Кошки», «Ром Тум Таггер» и другие. В 2001 году Джино и Сенит встретились в первый раз в Гамбурге, где они играли главных персонажей Симба и Нала в мюзикле Диснея «Король Лев». В 2000 году Джино был бэк-вокалистом и танцором Нидерландов в конкурсе Евровидения 2000.
- Кася Вальчак (Kasia Walczak) — бэк-вокалистка.

Кася — актриса мюзиклов, получившая образование в Гдыне в школе искусств. Во время учебы она выступала на сцене музыкального театра в Гдыне в мюзиклах, таких как «Иисус Христос — суперзвезда», «Чикаго» и «Волосы». В настоящее время она также учится на журналиста.
- Адам Эванс (Adam Evans) — гитарист.

Лондонский гитарист с многолетним опытом гастролей, работал с голливудскими фильмами «Шпионские игры», «Отель Руанда»и другие. Он играл по всему миру вместе с такими исполнителями как Ник Кершоу, Шарлотта Черч, Just Jack и т. д.
- Бен Эпштейн (Ben Epstein) — бас-гитарист.

Играет на бас-гитаре с 12 лет и занимается музыкой профессионально с момента окончания школы. За последние несколько лет он гастролировал с большим количеством артистов, включая Даффи, Шерил Коул и Уилл Янг.